# Cheillé
Cheillé est une commune française située dans le département d'Indre-et-Loire, région Centre-Val de Loire.

## Géographie

### Localisation et paysages
Cheillé est une commune très étendue en superficie : il y a 5 km entre la mairie et l'église (chêne), autrefois les cortèges des mariages les parcouraient à pied. La commune s'étend sur la rive sud de l'Indre entre les villages de Saché, à l'est, et de Rivarennes à l'ouest, et de la rivière jusqu'au coteau qui la surplombe. 
La plus belle partie de la forêt de Chinon est située sur la commune : de hautes futaies de chênes.
De nombreux hameaux ou lieux-dits s'échelonnent d'ouest en est, le plus souvent à flanc de coteau. Deux lieux se distinguent par leur importance :
- La Chapelle-Saint-Blaise, principale zone urbanisée, abrite la mairie et de nombreux commerces. Elle se situe dans la continuité d'Azay-le-Rideau.
- Le Vieux-Bourg, situé à quelques kilomètres à l'ouest, regroupe d'autres habitations autour de l'église du village.

| Bréhémont  | Azay-le-Rideau  |                       |
| Rivarennes | Cheillé         | Saché                 |
| Panzoult   | Avon-les-Roches | Villaines-les-Rochers |

### Hydrographie

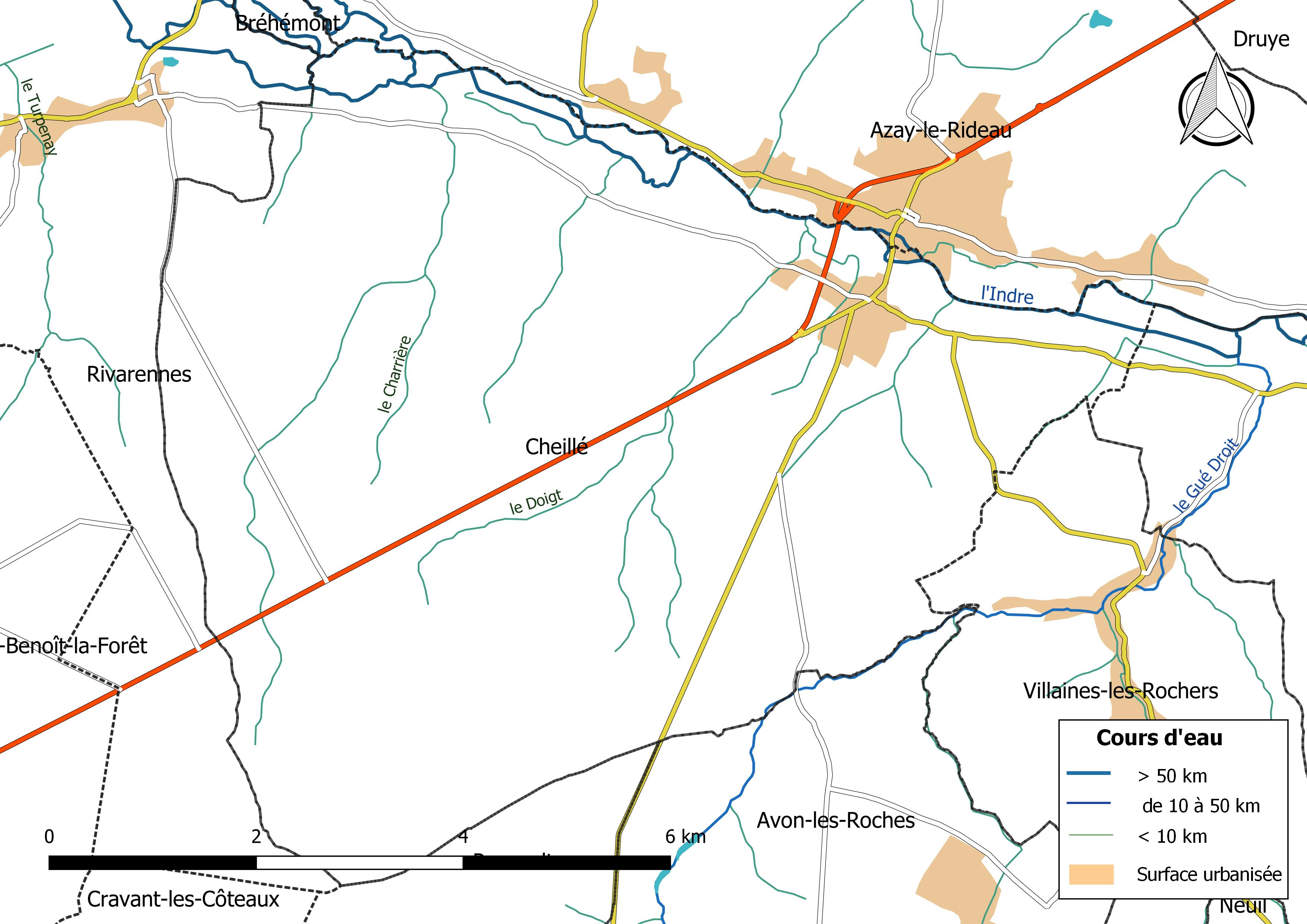
Réseau hydrographique de Cheillé.

La commune est bordée sur son flanc nord par l'Indre (6,381 km). Le réseau hydrographique communal, d'une longueur totale de 47,14 km, comprend un autre cours d'eau notable, le Gué Droit (0,432 km), et divers petits cours d'eau dont le Charrière (4,248 km) et le Doigt (5,89 km),.
L'Indre, d'une longueur totale de 279,4 km, prend sa source à une altitude de 453 m sur le territoire de Saint-Priest-la-Marche dans le  département du Cher et se jette  dans la Loire à Avoine, après avoir traversé 58 communes. Les crues de l'Indre sont le plus souvent de type inondation de plaine. Sur le plan de la prévision des crues, la commune est située dans le tronçon de l'Indre tourangelle, dont la station hydrométrique de référence la plus proche est située à  Monts. Le débit mensuel moyen (calculé sur 14 ans pour cette station) varie de 4,51 m3/s au mois de septembre à 34 m3/s au mois de février. Le débit instantané maximal observé sur cette station est de 236 m3/s le 2 juin 2016, la hauteur maximale relevée a été de 5,56 m ce même jour,. Ce cours d'eau est classé dans les listes 1 et 2 au titre de l'article L. 214-17 du code de l'environnement sur le Bassin Loire-Bretagne. Au titre de la liste 1, aucune autorisation ou concession ne peut être accordée pour la construction de nouveaux ouvrages s'ils constituent un obstacle à la continuité écologique et le renouvellement de la concession ou de l'autorisation des ouvrages existants est subordonné à des prescriptions permettant de maintenir le très bon état écologique des eaux. Au titre de la liste 2, tout ouvrage doit être géré, entretenu et équipé selon des règles définies par l'autorité administrative, en concertation avec le propriétaire ou, à défaut, l'exploitant,. Sur le plan piscicole, l'Indre est classée en deuxième catégorie piscicole. Le groupe biologique dominant est constitué essentiellement de poissons blancs (cyprinidés) et de carnassiers (brochet, sandre et perche).
Le Gué Droit, d'une longueur totale de 10,7 km, prend sa source dans la commune d'Avon-les-Roches et se jette  dans l'Indre à Saché, après avoir traversé 4 communes. Ce cours d'eau est classé dans la liste 1 au titre de l'article L. 214-17 du code de l'environnement sur le Bassin Loire-Bretagne. Du fait de ce classement, aucune autorisation ou concession ne peut être accordée pour la construction de nouveaux ouvrages s'ils constituent un obstacle à la continuité écologique et le renouvellement de la concession ou de l'autorisation des ouvrages existants est subordonné à des prescriptions permettant de maintenir le très bon état écologique des eaux. Sur le plan piscicole, le Gué Droit est également classé en deuxième catégorie piscicole.
En 2019, la commune est membre de la communauté de communes Touraine Vallée de l'Indre qui est elle-même adhérente au syndicat d'aménagement de la vallée de l'Indre. Créé par arrêté préfectoral du 12 septembre 1985 à la suite des crues historiques de décembre 1982 et janvier 1983, ce syndicat a pour vocation d'une part l'atteinte du bon état écologique des cours d'eau par des actions de restauration de zones humides et des cours d'eau, et d'autre part de participer à la lutte contre les inondations par des opérations de sensibilisation de la population ou de restauration et d'entretien sur le lit mineur, et sur les fossés situés dans le lit majeur de l'Indre appelés localement « boires », et de l'ensemble des cours d'eau du bassin versant de l'Indre.
Sept zones humides ont été répertoriées sur la commune par la direction départementale des territoires (DDT) et le Conseil départemental d'Indre-et-Loire : « la vallée de l'Indre : du Moulin du Roi à la Grande Pièce », « la vallée de l'Indre : la prairies du Château de l'Islette », « la vallée de l'Indre : du Moulin Neuf aux Prés de la Chapelle », « la vallée de l'Indre : de Pont de Ruan amont à Moulin Neuf », « la vallée de Barbechatte à la Cave », « la vallée du Ruisseau du Doigt » et « la vallée du Ruisseau de la Source des Genêts »,.

### Climat
Pour des articles plus généraux, voir Climat du Centre-Val de Loire et Climat d'Indre-et-Loire.
En 2010, le climat de la commune est de type climat océanique dégradé des plaines du Centre et du Nord, selon une étude du Centre national de la recherche scientifique s'appuyant sur une série de données couvrant la période 1971-2000. En 2020, Météo-France publie une typologie des climats de la France métropolitaine dans laquelle la commune est exposée à un climat océanique altéré et est dans la région climatique Moyenne vallée de la Loire, caractérisée par une bonne insolation (1 850 h/an) et un été peu pluvieux.
Pour la période 1971-2000, la température annuelle moyenne est de 11,1 °C, avec une amplitude thermique annuelle de 14,9 °C. Le cumul annuel moyen de précipitations est de 674 mm, avec 10,8 jours de précipitations en janvier et 6,5 jours en juillet. Pour la période 1991-2020, la température moyenne annuelle observée sur la station météorologique installée sur la commune est de 12,3 °C et le cumul annuel moyen de précipitations est de 778,9 mm,. Pour l'avenir, les paramètres climatiques de la commune estimés pour 2050 selon différents scénarios d'émission de gaz à effet de serre sont consultables sur un site dédié publié par Météo-France en novembre 2022.
| Mois                                  | jan.            | fév.           | mars           | avril         | mai           | juin         | jui.           | août           | sep.          | oct.            | nov.            | déc.             | année      |
| ------------------------------------- | --------------- | -------------- | -------------- | ------------- | ------------- | ------------ | -------------- | -------------- | ------------- | --------------- | --------------- | ---------------- | ---------- |
| Température minimale moyenne (°C)     | 2,2             | 1,9            | 3,4            | 5,5           | 9             | 12,2         | 13,8           | 13,5           | 10,4          | 8,4             | 4,8             | 2,6              | 7,3        |
| Température moyenne (°C)              | 5,3             | 5,9            | 8,5            | 11,2          | 14,9          | 18,3         | 20,2           | 20,1           | 16,5          | 13              | 8,4             | 5,7              | 12,3       |
| Température maximale moyenne (°C)     | 8,3             | 9,9            | 13,6           | 17            | 20,7          | 24,4         | 26,6           | 26,6           | 22,6          | 17,6            | 12              | 8,8              | 17,3       |
| Record de froid (°C) date du record   | −14,4 07.01.09  | −13,4 09.02.12 | −12,2 01.03.05 | −4,1 11.04.03 | −0,9 03.05.21 | 2,6 01.06.06 | 6,5 13.07.1993 | 4,7 30.08.1993 | 1,7 25.09.02  | −4,2 30.10.1997 | −9,3 23.11.1993 | −11,6 30.12.1996 | −14,4 2009 |
| Record de chaleur (°C) date du record | 16,5 05.01.1999 | 21,5 27.02.19  | 25,7 31.03.21  | 30,6 30.04.05 | 33,3 27.05.05 | 41 29.06.19  | 42,5 25.07.19  | 40,2 07.08.20  | 35,6 14.09.20 | 30,2 03.10.11   | 23,4 07.11.15   | 18,7 07.12.00    | 42,5 2019  |
| Précipitations (mm)                   | 72,8            | 60,2           | 56,7           | 60,9          | 67,8          | 56,3         | 50,4           | 54,7           | 56            | 77,4            | 78,4            | 87,3             | 778,9      |

## Urbanisme

### Typologie
Au 1er janvier 2024, Cheillé est catégorisée bourg rural, selon la nouvelle grille communale de densité à sept niveaux définie par l'Insee en 2022.
Elle appartient à l'unité urbaine d'Azay-le-Rideau, une agglomération intra-départementale regroupant deux  communes, dont elle est une commune de la banlieue,,. Par ailleurs la commune fait partie de l'aire d'attraction de Tours, dont elle est une commune de la couronne,. Cette aire, qui regroupe 162 communes, est catégorisée dans les aires de 200 000 à moins de 700 000 habitants,.

### Occupation des sols
L'occupation des sols de la commune, telle qu'elle ressort de la base de données européenne d’occupation biophysique des sols Corine Land Cover (CLC), est marquée par l'importance des forêts et milieux semi-naturels (69,2 % en 2018), en augmentation par rapport à 1990 (68 %). La répartition détaillée en 2018 est la suivante : 
forêts (59,6 %), zones agricoles hétérogènes (15 %), milieux à végétation arbustive et/ou herbacée (9,6 %), prairies (8,8 %), cultures permanentes (3,5 %), terres arables (1,9 %), zones urbanisées (1,6 %). L'évolution de l’occupation des sols de la commune et de ses infrastructures peut être observée sur les différentes représentations cartographiques du territoire : la carte de Cassini (XVIIIe siècle), la carte d'état-major (1820-1866) et les cartes ou photos aériennes de l'IGN pour la période actuelle (1950 à aujourd'hui).

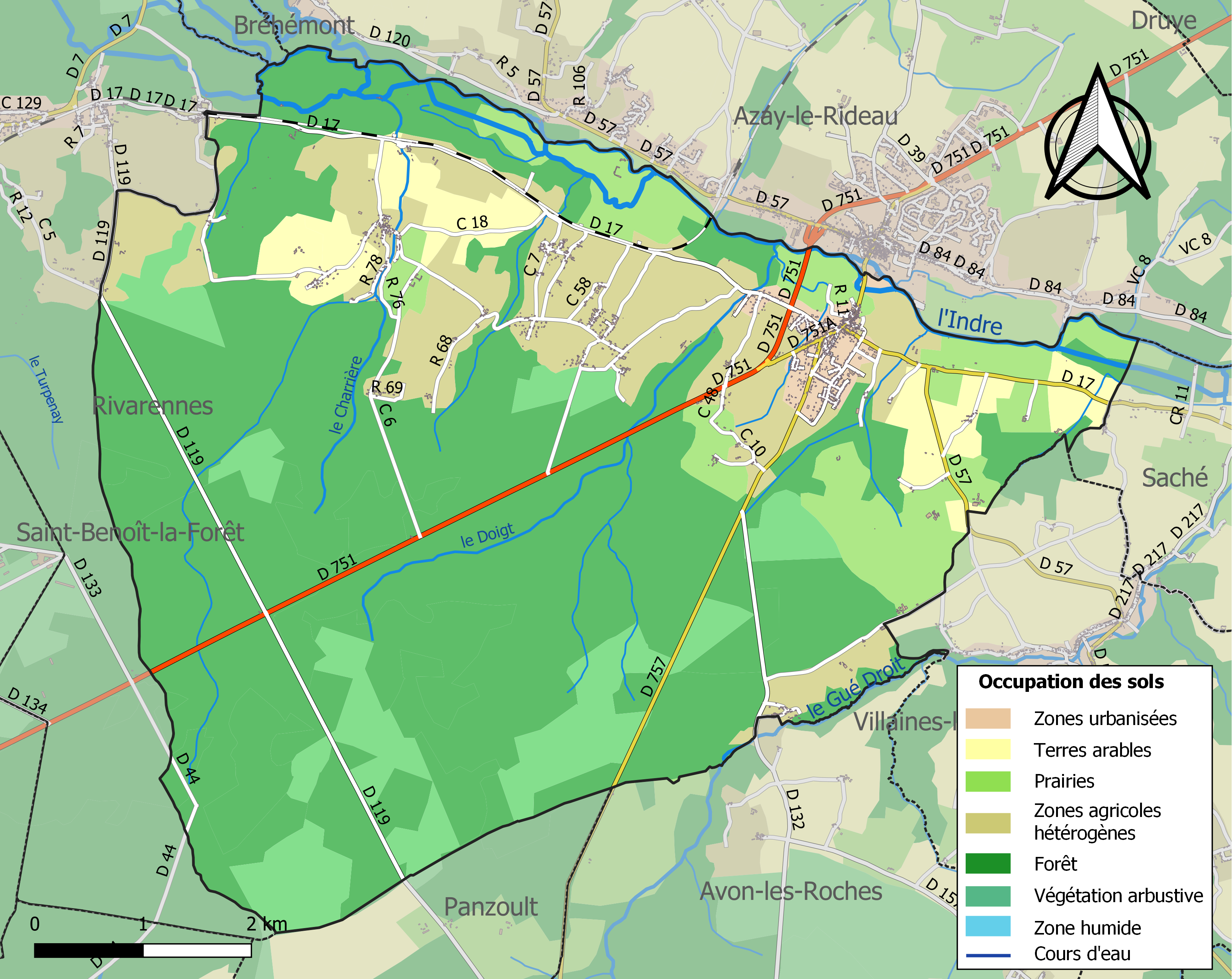
Carte des infrastructures et de l'occupation des sols de la commune en 2018 (CLC).

### Risques majeurs
Le territoire de la commune de Cheillé est vulnérable à différents aléas naturels : météorologiques (tempête, orage, neige, grand froid, canicule ou sécheresse), inondations, feux de forêts et séisme (sismicité faible). Il est également exposé à un risque technologique, le risque nucléaire. Un site publié par le BRGM permet d'évaluer simplement et rapidement les risques d'un bien localisé soit par son adresse soit par le numéro de sa parcelle.

#### Risques naturels
Certaines parties du territoire communal sont susceptibles d’être affectées par le risque d’inondation par débordement de cours d'eau, notamment l'Indre et le Gué Droit. La commune a été reconnue en état de catastrophe naturelle au titre des dommages causés par les inondations et coulées de boue survenues en 1982, 1983, 1985, 1999 et 2016,.
Pour anticiper une remontée des risques de feux de forêt et de végétation vers le nord de la France en lien avec le dérèglement climatique, les services de l’État en région Centre-Val de Loire (DREAL, DRAAF, DDT) avec les SDIS ont réalisé en 2021 un atlas régional du risque de feux de forêt, permettant d’améliorer la connaissance sur les massifs les plus exposés. La commune, étant pour partie dans le massif de Chinon, est classée au niveau de risque 1, sur une échelle qui en comporte quatre (1 étant le niveau maximal).

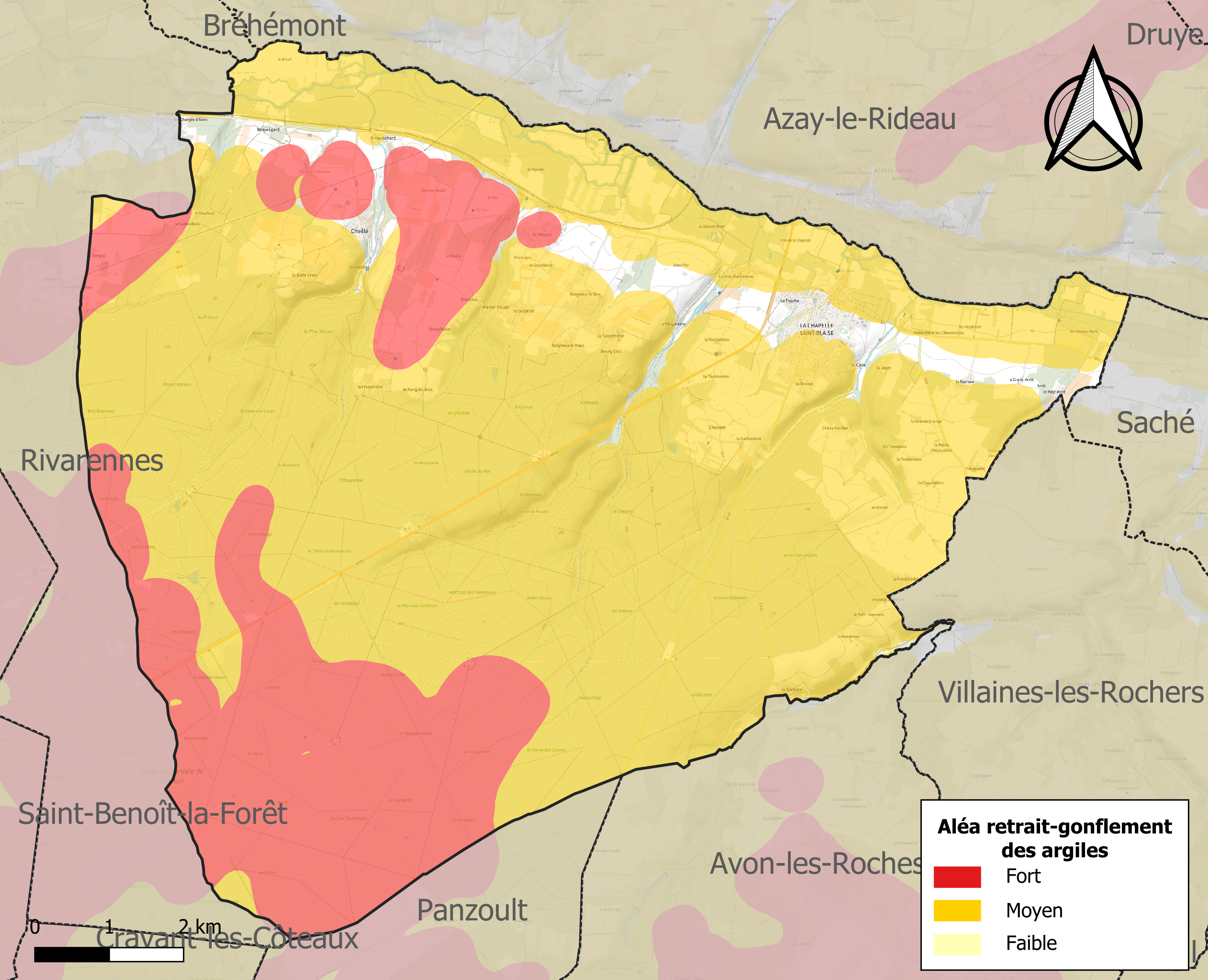
Carte des zones d'aléa retrait-gonflement des sols argileux de Cheillé.

Le retrait-gonflement des sols argileux est susceptible d'engendrer des dommages importants aux bâtiments en cas d’alternance de périodes de sécheresse et de pluie. 94,9 % de la superficie communale est en aléa moyen ou fort (90,2 % au niveau départemental et 48,5 % au niveau national). Sur les 836 bâtiments dénombrés sur la commune en 2019, 590 sont en aléa moyen ou fort, soit 71 %, à comparer aux 91 % au niveau départemental et 54 % au niveau national. Une cartographie de l'exposition du territoire national au retrait gonflement des sols argileux est disponible sur le site du BRGM,.
Concernant les mouvements de terrains, la commune a été reconnue en état de catastrophe naturelle au titre des dommages causés par la sécheresse en 1989, 1990 et 2005 et par des mouvements de terrain en 1999.

#### Risques technologiques
En cas d’accident grave, certaines installations nucléaires sont susceptibles de rejeter dans l’atmosphère de l’iode radioactif. La commune étant située dans le périmètre immédiat de 5 km autour de la centrale nucléaire de Chinon, elle est exposée au risque nucléaire. À ce titre les habitants de la commune ont bénéficié, à titre préventif, d'une distribution de comprimés d’iode stable dont l’ingestion avant rejet radioactif permet de pallier les effets sur la thyroïde d’une exposition à de l’iode radioactif. En cas d'incident ou d'accident nucléaire, des consignes de confinement ou d'évacuation peuvent être données et les habitants peuvent être amenés à ingérer, sur ordre du préfet, les comprimés en leur possession.

## Toponymie
Challium (charte de l'abbaye de Turpenay en 1141) est formé du préceltique *cal- (« pierre ») et du suffixe -acum. Le « lieu de la pierre » évoque les nombreuses caves et carrières de tuffeau exploités sur la commune dès le Moyen Âge.

## Politique et administration

### Jumelages
Comme sa voisine Azay-Le-Rideau, Cheillé est jumelée avec plusieurs villes d'Europe :
- Lasne (Belgique)
- Croston (Royaume-Uni), voir Croston
- Nisa (Portugal), voir Nisa (pt)
- Dubiecko (Pologne), voir Dubiecko (pl)

## Population et société

### Démographie
L'évolution du nombre d'habitants est connue à travers les recensements de la population effectués dans la commune depuis 1793. Pour les communes de moins de 10 000 habitants, une enquête de recensement portant sur toute la population est réalisée tous les cinq ans, les populations de référence des années intermédiaires étant quant à elles estimées par interpolation ou extrapolation. Pour la commune, le premier recensement exhaustif entrant dans le cadre du nouveau dispositif a été réalisé en 2008.

En 2022, la commune comptait 1 859 habitants, en évolution de +3,05 % par rapport à 2016 (Indre-et-Loire : +1,67 %, France hors Mayotte : +2,11 %).
| 1793  | 1800  | 1806  | 1821  | 1831  | 1836  | 1841  | 1846  | 1851  |
| ----- | ----- | ----- | ----- | ----- | ----- | ----- | ----- | ----- |
| 1 120 | 1 145 | 1 048 | 1 186 | 1 310 | 1 399 | 1 403 | 1 436 | 1 349 |

| 1856  | 1861  | 1866  | 1872  | 1876  | 1881  | 1886  | 1891  | 1896  |
| ----- | ----- | ----- | ----- | ----- | ----- | ----- | ----- | ----- |
| 1 330 | 1 375 | 1 341 | 1 277 | 1 273 | 1 288 | 1 344 | 1 252 | 1 267 |

| 1901  | 1906  | 1911  | 1921  | 1926  | 1931  | 1936  | 1946  | 1954  |
| ----- | ----- | ----- | ----- | ----- | ----- | ----- | ----- | ----- |
| 1 236 | 1 190 | 1 130 | 1 078 | 1 068 | 1 040 | 1 026 | 1 120 | 1 138 |

| 1962  | 1968  | 1975  | 1982  | 1990  | 1999  | 2006  | 2008  | 2013  |
| ----- | ----- | ----- | ----- | ----- | ----- | ----- | ----- | ----- |
| 1 192 | 1 224 | 1 310 | 1 230 | 1 191 | 1 283 | 1 497 | 1 558 | 1 759 |

| 2018  | 2022  | - | - | - | - | - | - | - |
| ----- | ----- | - | - | - | - | - | - | - |
| 1 799 | 1 859 | - | - | - | - | - | - | - |

### Enseignement
Cheillé se situe dans l'Académie d'Orléans-Tours (Zone B) et dans la circonscription de Langeais.
L'école primaire accueille les élèves de la commune.

### Vie culturelle
Cheillé travaille à maintenir les traditions et techniques artisanales. L'association de la Poule Couasse s'emploie à la sauvegarde du patrimoine et des vieux matériels, au maintien et au développement des fêtes traditionnelles et à la promotion des produits de tradition tels la fouée cuite au feu de bois.

## Économie
Commune agricole de Touraine, Cheillé tire encore de la terre l'essentiel de son activité. Jusqu'à une époque récente, de nombreux agriculteurs vivaient essentiellement de la culture des pommes, mais une crise récente dans ce domaine a eu pour effet l'arrachage de la quasi-totalité des pommiers et leur remplacement par la vigne (la commune est située sur le territoire d'appellation d'Azay-le-Rideau) ou des cultures céréalières. On note également des peupleraies dans la zone arrosée par l'Indre.

## Culture locale et patrimoine

### Lieux et monuments

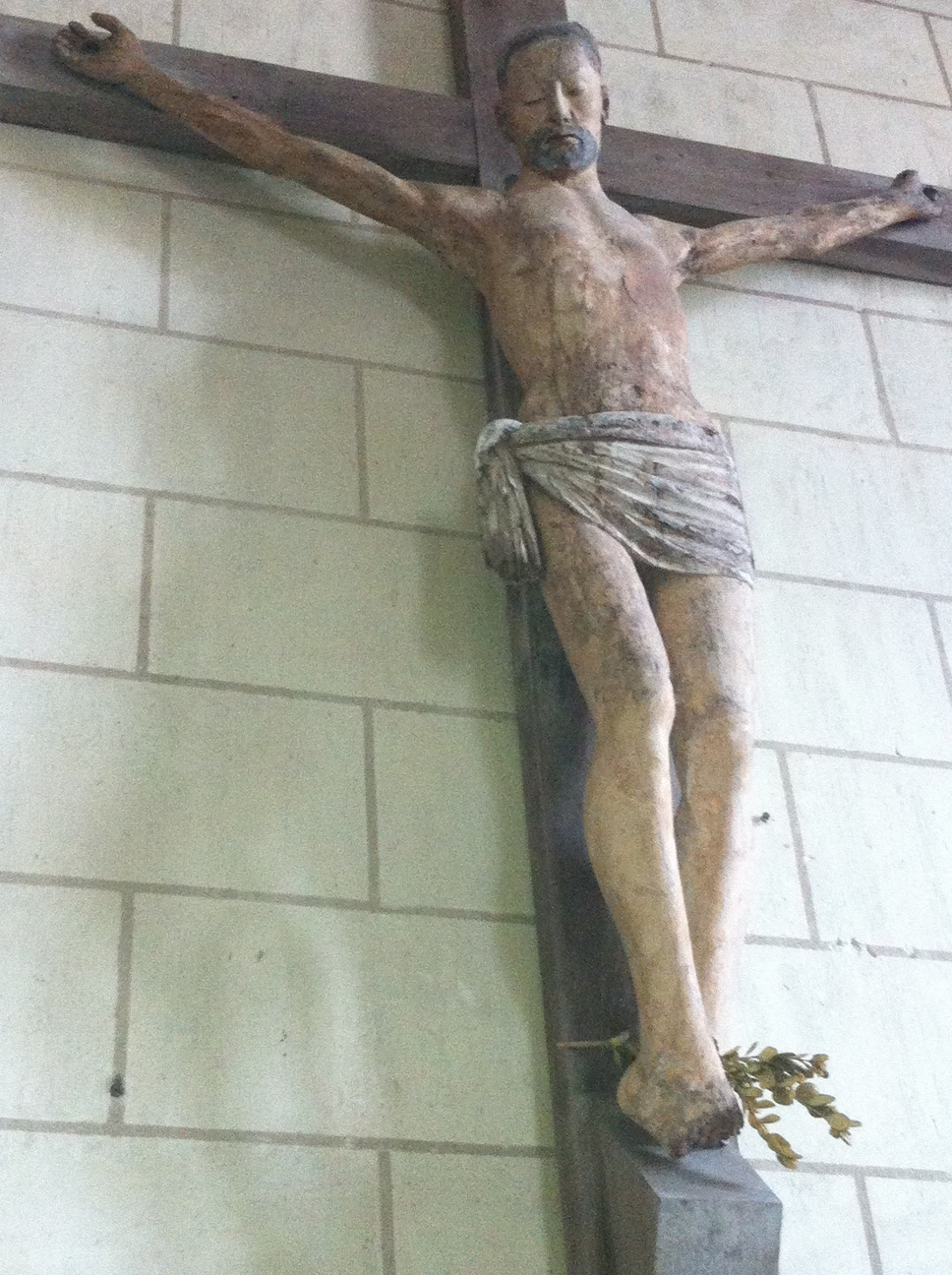
Christ dit lépreux de l'église de Cheillé

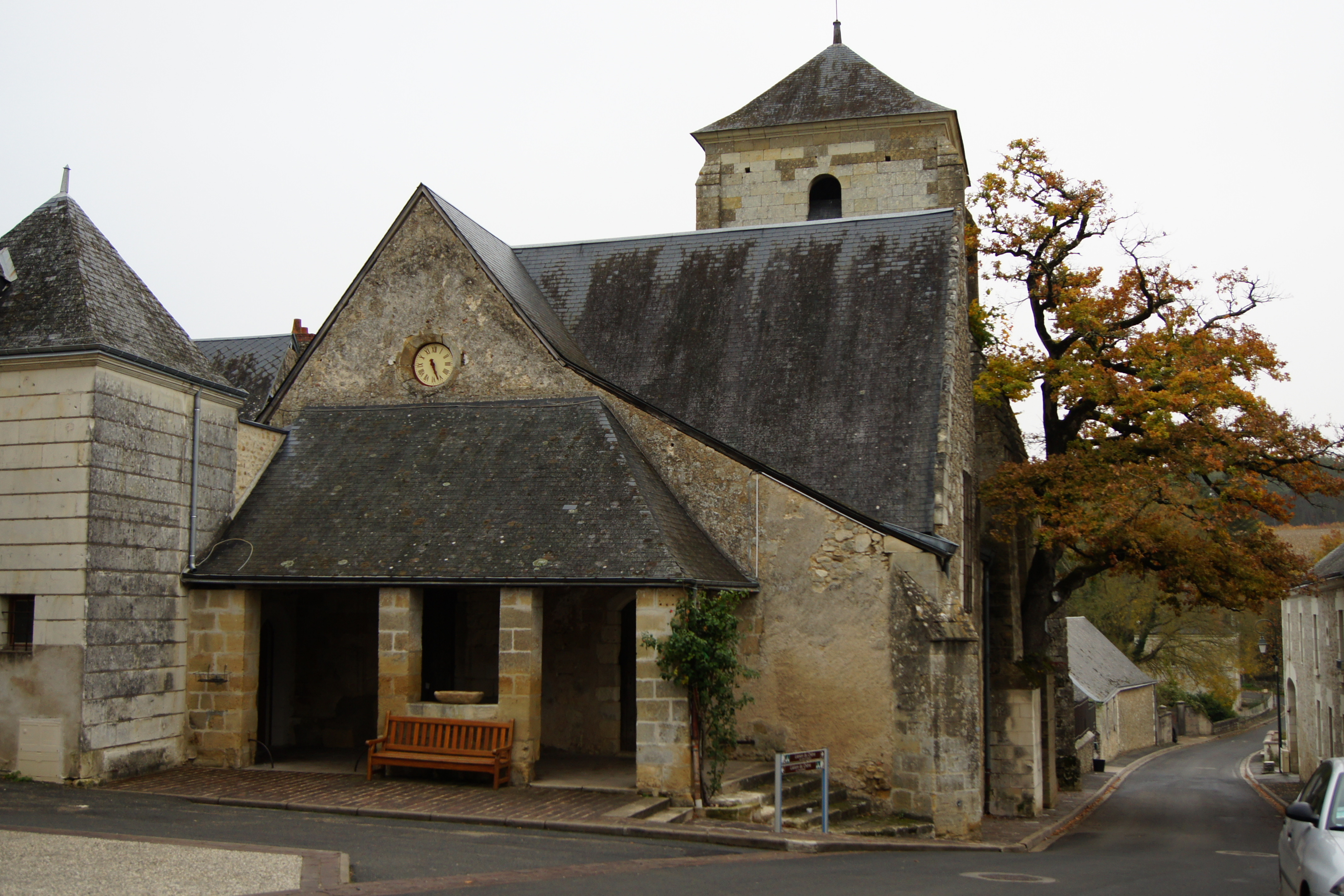
Cheillé, le bourg : l'église Saint-Didier

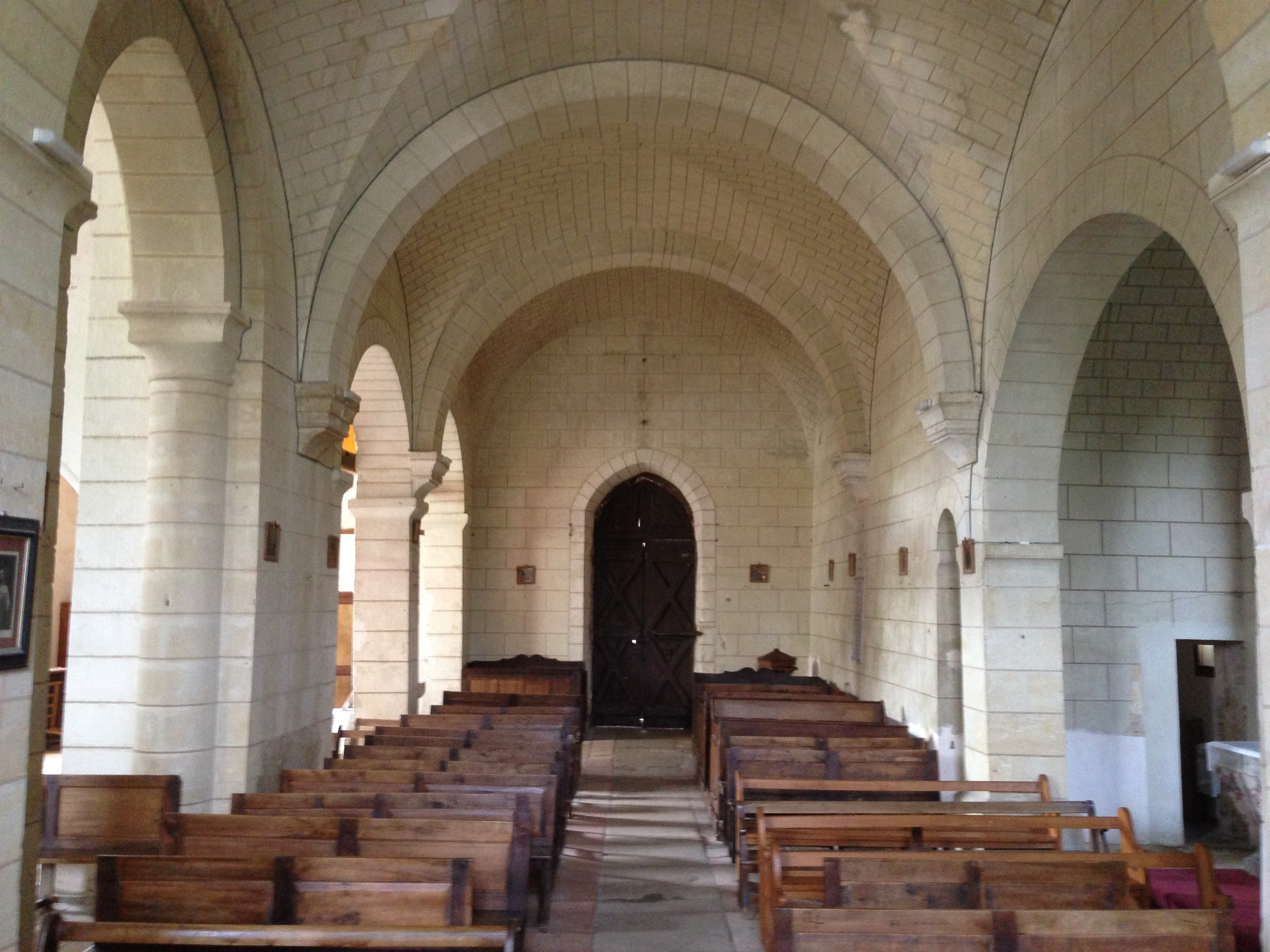
La nef de l’église, datant du XIIe siècle.

- Le chêne bicentenaire, arbre remarquable qui est enraciné dans le mur de l'église.
- Placée sous le vocable de saint Didier, l'église date du XIIe siècle et fut plusieurs fois remaniée. Le chœur du XVe siècle se termine par un chevet plat. Le clocher a perdu sa flèche et repose sur quatre grosses piles carrées. À l'intérieur un Christ du XVIe siècle, sculpture en bois empreinte de sérénité[38].

Ce mystérieux visage au crâne rasé s'incline doucement. Retrouvé en 1947 dans le clocher, il a été restauré et installé dans le chœur de l'église. Les habitants racontent que le modèle était lépreux : le fait est que ses doigts sont coupés et ses pieds sont rongés.
- En forêt, se trouvent deux enclos gaulois : le Fort des Anglais et Maupas. Près du hameau de Baigneux ont été trouvés quatre blocs de pierre percés de trous : la base d'un pressoir gallo-romain dont la reconstitution est présentée au musée du Vin à Tours[38].
- La chapelle Saint-Blaise, du XVIe siècle.
- Le château de la Cour-au-Berruyer.

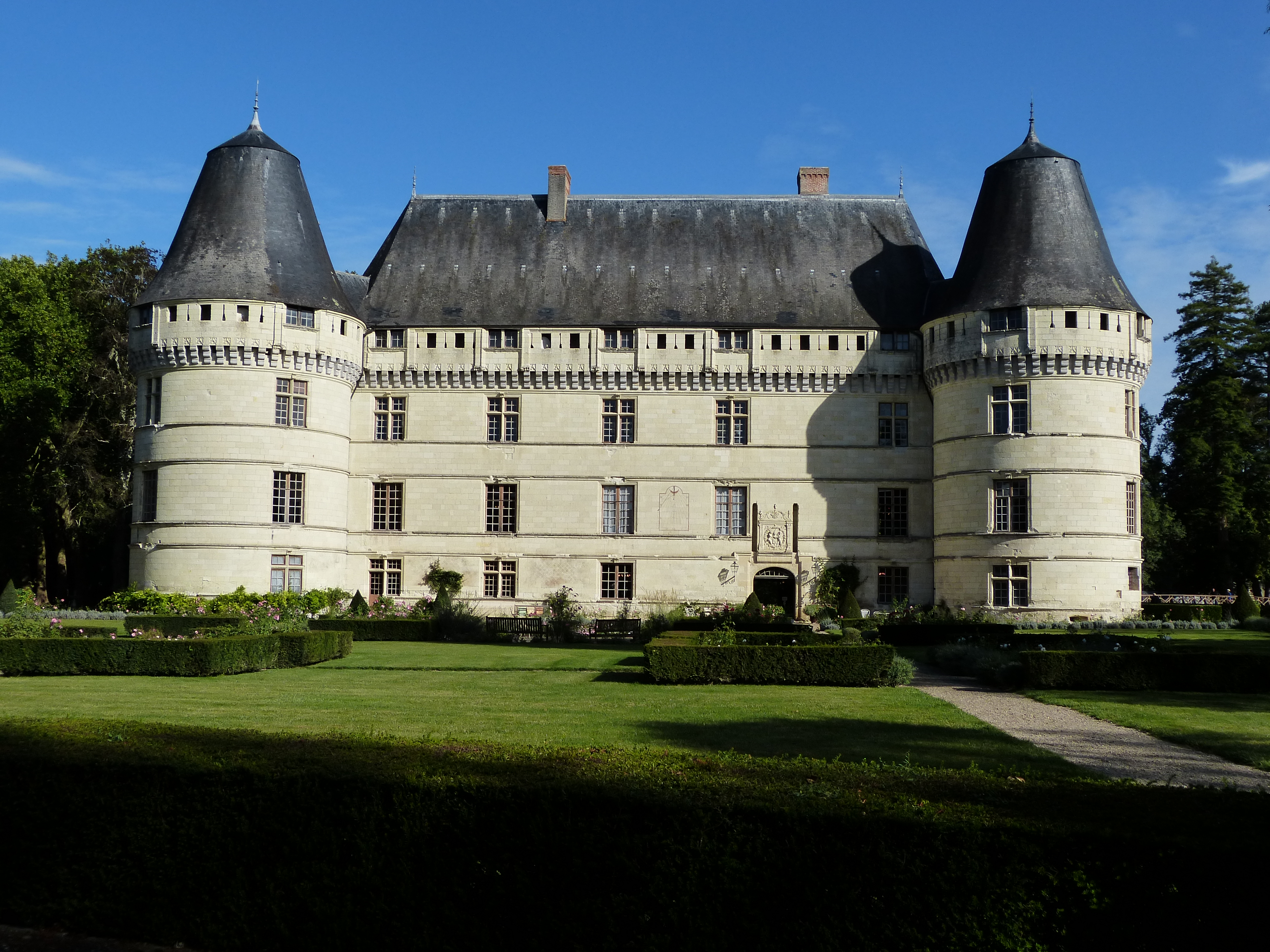
Château de l'Islette.

- Château de l'Islette.Le château de l'Islette, qui est souvent associé par erreur à la commune d'Azay-le-Rideau, mais qui se situe bel et bien sur la rive gauche de l'Indre, et appartient donc proprement à la commune de Cheillé, bien que le portail d'entrée au domaine soit situé sur l'autre rive et donc que son adresse soit le 9, route de Langeais, à Azay-le-Rideau. Ce château du XVIe siècle, propriété privée de nos jours (mais ouverte aux visiteurs de mai à septembre) a une histoire riche, marquée notamment par les séjours amoureux d'Auguste Rodin et Camille Claudel. Son décor intérieur fait l'objet d'un classement au titre des monuments historiques depuis le 15 novembre 1946.
- Le château de Chéniers